# Acacia jamesiana
Acacia jamesiana är en ärtväxtart som beskrevs av Bruce R. Maslin. Acacia jamesiana ingår i släktet akacior, och familjen ärtväxter. Inga underarter finns listade i Catalogue of Life.